# Khalopyenichy
 Khalopyenichy (em bielorrusso:  Халопенічы) é um assentamento de tipo urbano no distrito de Krupki, região de Minsk, Bielorrússia.

## História
Mencionado pela primeira vez em 1451, Khalopyenichy pertencia à voivodia de Vitebsk do Grão-Ducado da Lituânia (de 1569, Comunidade Polonesa-Lituana) e, posteriormente, à província de Minsk do Império Russo.

## Pessoas notáveis
- Adam Bahdanovič (1862-1940), etnógrafo bielorrusso. Muitos dos contos e costumes populares que ele gravou são de Khalopyenichy e, em particular, de sua avó materna, o contador de histórias local Ruzala Aśmak.